# SkyUp
Компанія SkyUp, зареєстрована в ЄДР як ТОВ «Авіакомпанія Скайап» (англ. LLC SkyUp Airlines) — чартерна українська авіакомпанія. Працює за гібридною моделлю — виконує чартерні рейси та регулярні лоукост-рейси. Розпочала польоти 21 травня 2018 року.
Базується в аеропорту «Бориспіль». Основні напрямки — Близький Схід, Північна Африка, Східна та Південна Європа.
У квітні 2020 року SkyUp почав виконувати вантажні перевезення.
Протягом 2021 року авіакомпанія перевезла 2 546 899 пасажирів, виконала 15 962 рейси, перевезла 786,5 тонн вантажів. Штат працівників: 1172.

## Історія
14 грудня 2017 року тодішній міністр інфраструктури Володимир Омелян оголосив про створення українського авіаперевізника. Компанія є приватною, державні кошти у її створенні не використовуються. Засновники компанії — Глобал Тревел Холлінг ЛТД  (Велика Британія) — 48 % та ТОВ «ACS-Україна» (Україна) — 52 %. Кінцеві бенефіціарні власники SkyUp: Тетяна Альба, Юрій Альба, Олександр Альба.
Компанію ТОВ «Авіакомпанія Скайап» зареєстровано в Києві у 2017 році. Її керівником став відомий авіаційний експерт Євген Хайнацький. У 2020 р. генеральним директором призначений Дмитро Сєроухов.
У 2018 році авіакомпанія отримала від Державіаслужби сертифікат експлуатанта (АОС) та сертифікат TCO від Європейської Агенції Безпеки Авіації (EASA), що дає право авіакомпанії літати до країн-членів EASA — 27 країн ЄС та чотирьох країн, які є членами Європейської асоціації вільної торгівлі (EFTA) — Швейцарії, Норвегії, Ісландії та Ліхтенштейну.  
21 травня 2018 року перевізник здійснив перший чартерний рейс з Києва до Шарм-ель-Шейха, а 27 грудня того ж року — перший регулярний рейс з Києва до Тбілісі.
За результатами 2018—2019 рр. SkyUp Airlines увійшов до числа найдинамічніших авіакомпаній Європи (7 місце) за версією британського видання The Anker Report.
Після 24 лютого 2022 року, почала виконувати рейси на території Європи.
6 травня 2023 року авіакомпанія заснувала дочірню компанію SkyUp MT у Мальті. 

## Флот

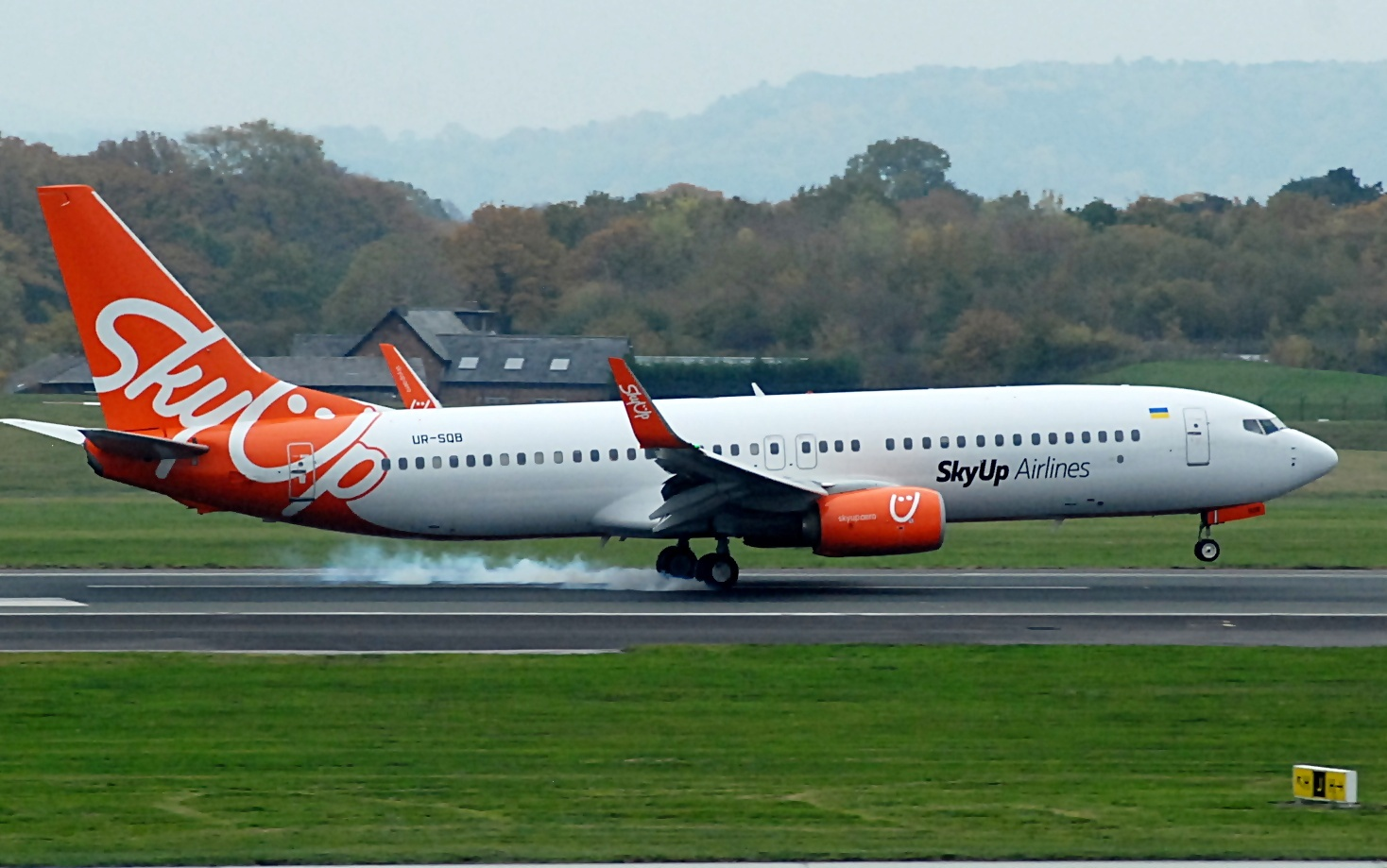
SkyUp Airline Boeing 737—800 UR-SQB

Літати SkyUp почав з двома літаками в авіапарку.  Станом на березень 2024 року перевізник має 10 середньомагістральних літаків Boeing 737. Середній вік літаків — 12 років.
В березні 2018 р. SkyUp Airlines і корпорація Boeing підписали контракт на закупівлю п'яти Boeing 737 MAX загальною вартістю 624 мільйони доларів. Згідно умов контракту літаки мають бути поставлені до 2023 року. Також контракт передбачає опцію ще на п'ять літаків.
Влітку 2018 року SkyUp став офіційним перевізником команди футбольного клубу «Шахтар». Один з літаків авіакомпанії — Boeing 737—700 на 149 місць — було пофарбовано у ліврею футбольного клубу.

15 квітня 2023 року, в ході спроби нового військового перевороту в Судані, в аеропорту Хартума один з літаків авіакомпанії SkyUp було пошкоджено та він згорів. 
| Тип               | В дії | Замовлено | Пасажирів | Реєстрація                                | Примітки                                                       |
| ----------------- | ----- | --------- | --------- | ----------------------------------------- | -------------------------------------------------------------- |
| Boeing 737—700    | 2     |           | 149       | UR-SQD, UR-SQE                            | UR-SQE пофарбований в ліврею ФК «Шахтар»,                      |
| Boeing 737—800    | 8     |           | 189       | SQB, SQC, SQF, SQG, SQO, 9H-SAS, SAT, SAU | 9H-SAU пофарбований в ліврею "UNITED 24: THE POWER OF FREEDOM" |
| Boeing 737 MAX 8  | —     | 2         | TBA       |                                           | Поставки у 2023 р., лізинг у 2020 році                         |
| Boeing 737 MAX 10 | —     | 3         | TBA       |                                           | Поставки у 2023 р.                                             |
| Загалом           | 10    | 5         |           |                                           |                                                                |

## Напрямки

### 2018
- SkyUp у 2018 році працював на 25 міжнародних і трьох внутрішньоукраїнських маршрутах.
- Компанія перевезла 441 607 пасажирів і виконала 2 322 комерційних рейси[28].
- Чартерні перельоти, згідно плану на 2018 рік, здійснювались із Києва, Харкова, Львова та Одеси. Всього компанія мала 16 напрямків (подавала заявку на 55 рейсів): Анталія, Бодрум, Даламан (Туреччина), Шарм-ель-Шейх, Хургада, Марса-Алам (Єгипет), Тіват (Чорногорія), Барселона, Пальма-де-Майорка, Тенерифе, Аліканте (Іспанія), Тирана (Албанія), Ріміні (Італія), Бургас, Варна (Болгарія), Ларнака (Кіпр), Дубай (ОАЕ).[29]
- У жовтні 2018 року компанія відкрила продажі на регулярні рейси з Києва до Грузії (Тбілісі, Батумі), Болгарії (Софія), Словаччини (Попрад) та Іспанії (Барселона, Аліканте, Тенерифе). А також до Італії (Катанія, Неаполь, Ріміні) та на Кіпр (Ларнака)[30].
- У листопаді 2018 року у продаж надійшли квитки на регулярні авіарейси за маршрутами: Київ — Одеса та Харків — Одеса. SkyUp подала заявки в Державну авіаційну службу України на отримання прав на ряд маршрутів, в тому числі внутрішнього, зі Львова до Одеси.

### 2019
- У 2019 році SkyUp почав виконувати внутрішньоукраїнські рейси між Києвом, Запоріжжям, Одесою, Харковом і Львовом.
- Із Києва та регіонів відкрилося близько 40 напрямків, серед яких країни Європи (Італія, Франція, Іспанія, Греція, Португалія, Хорватія, Чорногорія, Чехія, Австрія, Албанія), Кавказу (Грузія, Вірменія), Близького Сходу (Єгипет, Ізраїль) і Південної Азії (Шрі-Ланка).
- У 2019 році SkyUp виконав 12 198 рейсів та перевіз 1 709 632 пасажира[31].
- З 17 жовтня 2019 року відкрито рейси з летовища Харкова до Львова: щотижня в четвер та неділю. З 25 жовтня діє рейс з Харкова до Києва (понеділок, середа, п'ятниця)[32].
- З 29 жовтня 2019 року проводиться рейс Харків-Тбілісі[33].
- З 24 листопада зі Львова та з 5 грудня з Запоріжжя, двічі на тиждень, здійснюються рейси до Тель-Авіва[34].

### 2020
- У 2020 р. SkyUp виконав 8 745 рейсів, якими було перевезено 1 250 792 пасажирів[35].
- З 17 січня 2020 року, компанія тимчасово припинила польоти до ОАЕ, пояснивши це закриттям неба Ірану та Іраку для польотів після збиття українського літака МАУ під Тегераном у січні 2020 року[36]. Пізніше польоти були відновлені[37]
- З 2020 року авіакомпанія розвиває власну хендлінгову службу. У жовтні 2021 року «СКАЙ-ПОРТ» отримав сертифікат відповідності. Станом на січень 2022 року штат працівників складав 93 людини[4].

### 2021
- Міжнародні рейси з 28 березня по 30 жовтня 2021 р. авіаперевізник планує виконувати в 27 країн по 102 напрямках з Києва, Запоріжжя, Львова, Харкова та Одеси[38].
- З 24 червня було заплановано рейси з Києва до Лондона (аеропорт «Лутон»)[39].
- З 20 червня розпочали виконуватися рейси з Києва в Пулу, а також зі Львова до Ель-Касима. Крім цього плануються два рейси з Києва до Хорватії. З 23 червня — в Спліт, а з 25 червня — в Дубровник[40].
- З 19 серпня розпочато польоти до Ніцци, 20 серпня — до Парижу[41][42].
- З 20 вересня почалось виконання рейсів за маршрутом Київ — Лодзь — Київ[43].
- З 18 жовтня заплановано рейси з Києва до Мадриду[44].
- З  23 жовтня почнеться виконання рейсів з Києва в емірат Рас-ель-Хайма (ОАЕ)[45].
- З 28 грудня заплановано  рейси з Києва до міста Маттала (Міжнародний аеропорт Маттала Раджапакса)[46].
- З грудня будуть виконуватися рейси до популярних гірськолижних курортів: з 26 грудня — з Києва до Попраду, з 29 грудня — з Києва до Софії[47].
- SkyUp першою серед українських авіакомпаній почав здійснювати прямі рейси з Саудівської Аравії до України[48].
- Авіакомпанія здобула першість у номінації «Серце авіапростору» за версією Ukraine Tourism Awards 2021[49].
- У жовтні 2021 року була введена нова форма для бортпровідниць: взуття на підборах замінили на кросівки, а замість костюмів зі спідницями — були введені брючні костюми[50].

### 2022
- Станом на січень 2022 року SkyUp планував польотну програму до 31 країни (ОАЕ, Іспанія, Вірменія, Саудівська Аравія, Франція, Польща, Танзанія, Грузія, Португалія, Узбекистан, Австрія, Туреччина, Ізраїль, Чехія, Німеччина, Італія, Казахстан, Кіпр, Чорногорія, Греція, Оман, Бахрейн, Кувейт, Албанія, Мальта, Азербайджан, Хорватія, Єгипет, Йорданія, Болгарія, Словаччина) за 116 маршрутами[51].
- Від початку повномасштабного російського вторгнення в Україну, авіакомпанія здійснює евакуаційні та гуманітарні рейси[52], а також надає літаки в мокрий лізинг[53].

## Образ у культурі
Літаки та форма бортпровідниць SkyUp фігурує в відеокліпі виконавця Макса Барських Just Fly.